# إيمي ميوزيك للنشر
إي أم أي ميوزيك للنشر أو (EMI Music Publishing Ltd). هي شركة نشر موسيقى متعددة الجنسيات مقرها في لندن، المملكة المتحدة. وهي مملوكة من سوني وتشكل جزءا من أكبر شركة نشر الموسيقى في العالم.